# Ilex illustris
Ilex illustris är en järneksväxtart som beskrevs av Ridley. Ilex illustris ingår i släktet järnekar, och familjen järneksväxter. Inga underarter finns listade i Catalogue of Life.